# 妮可·金
妮可·金（英語：Nicole King，1970年—）是一位美国分子生物学家，加利福尼亞大學柏克萊分校教授，2005年获麦克阿瑟奖，2013年之后任霍华德·休斯医学研究所研究员，2022年当选美国国家科学院院士
。